# Шитоаја (Долж)
Шитоаја (рум. Șitoaia) насеље је у Румунији у округу Долж у општини Алмаж. Oпштина се налази на надморској висини од 111 m.

## Становништво
Према подацима из 2002. године у насељу је живело 691 становника, од којих су сви румунске националности.